# Néron
Néron ist eine französische Gemeinde mit 699 Einwohnern (Stand: 1. Januar 2022) im Département Eure-et-Loir in der Region Centre-Val de Loire; sie gehört zum Arrondissement Dreux und zum Kanton Épernon.

## Geographie
Néron liegt etwa 18 Kilometer südöstlich von Dreux. Umgeben wird Néron von den Nachbargemeinden Nogent-le-Roi im Norden und Nordosten, Pierres im Osten, Bouglainval im Süden, einer Exklave von Tremblay-les-Villages im Südwesten, Serazereux im Westen sowie Ormoy im Nordwesten.

## Bevölkerungsentwicklung
| Jahr                       | 1962 | 1968 | 1975 | 1982 | 1990 | 1999 | 2006 | 2013 | 2020 |
| Einwohner                  | 338  | 267  | 311  | 471  | 616  | 660  | 654  | 629  | 667  |
| Quellen: Cassini und INSEE |      |      |      |      |      |      |      |      |      |

## Sehenswürdigkeiten
- Kirche Saint-Léger, seit 1977 Monument historique
- Alte Priorei
- Alter Gutshof mit Taubenturm

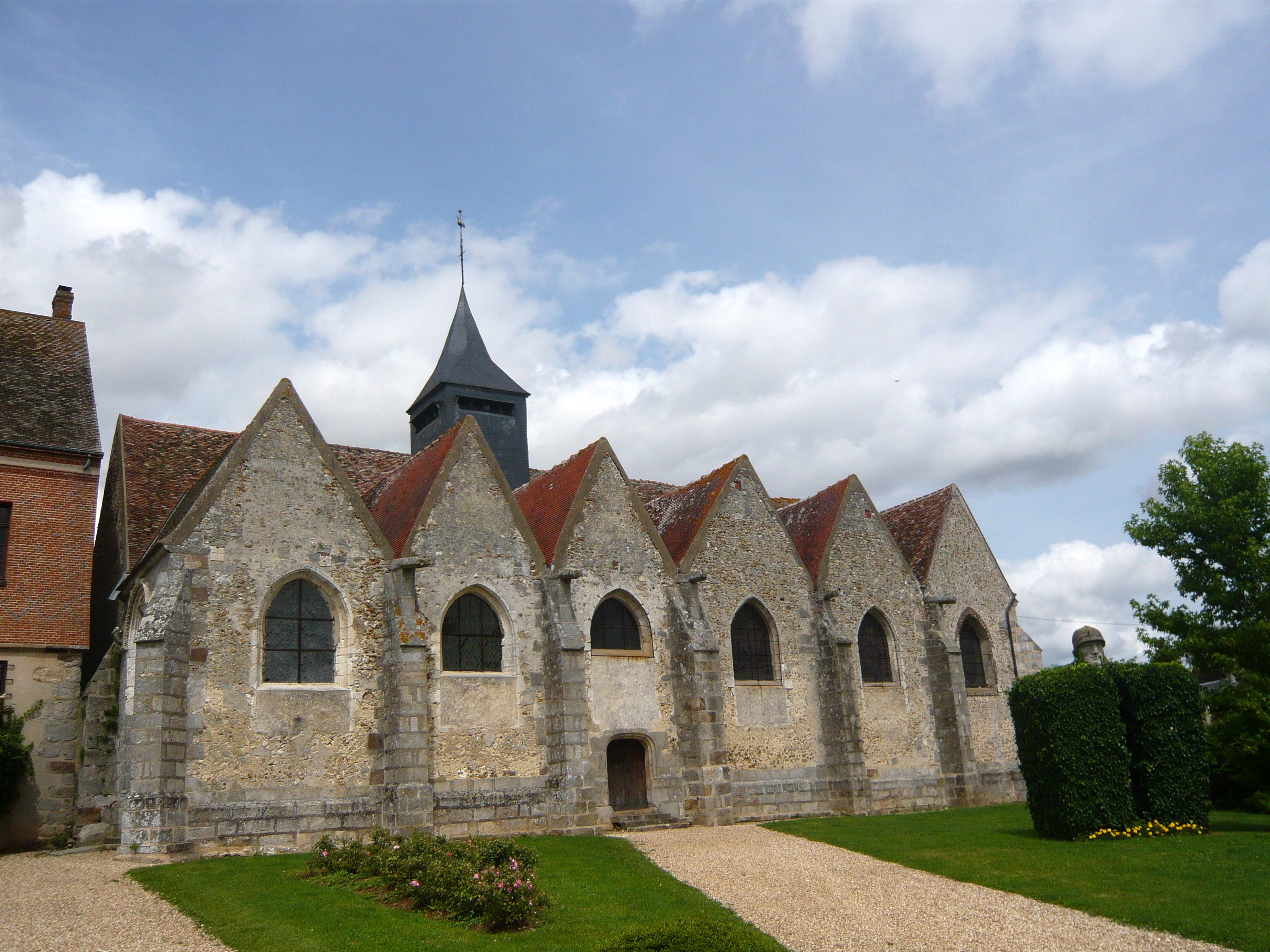
Kirche Saint-Léger
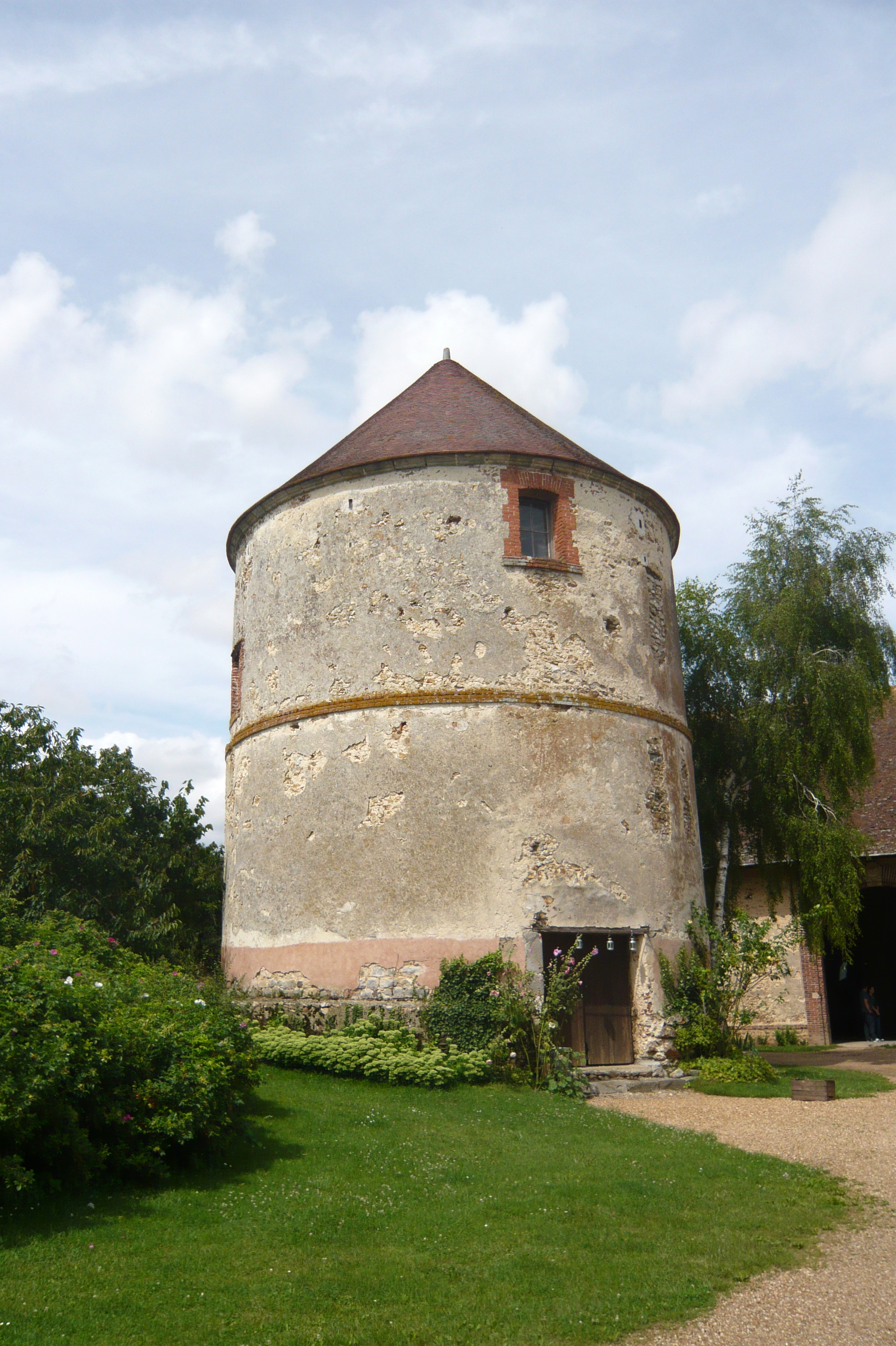
Taubenturm
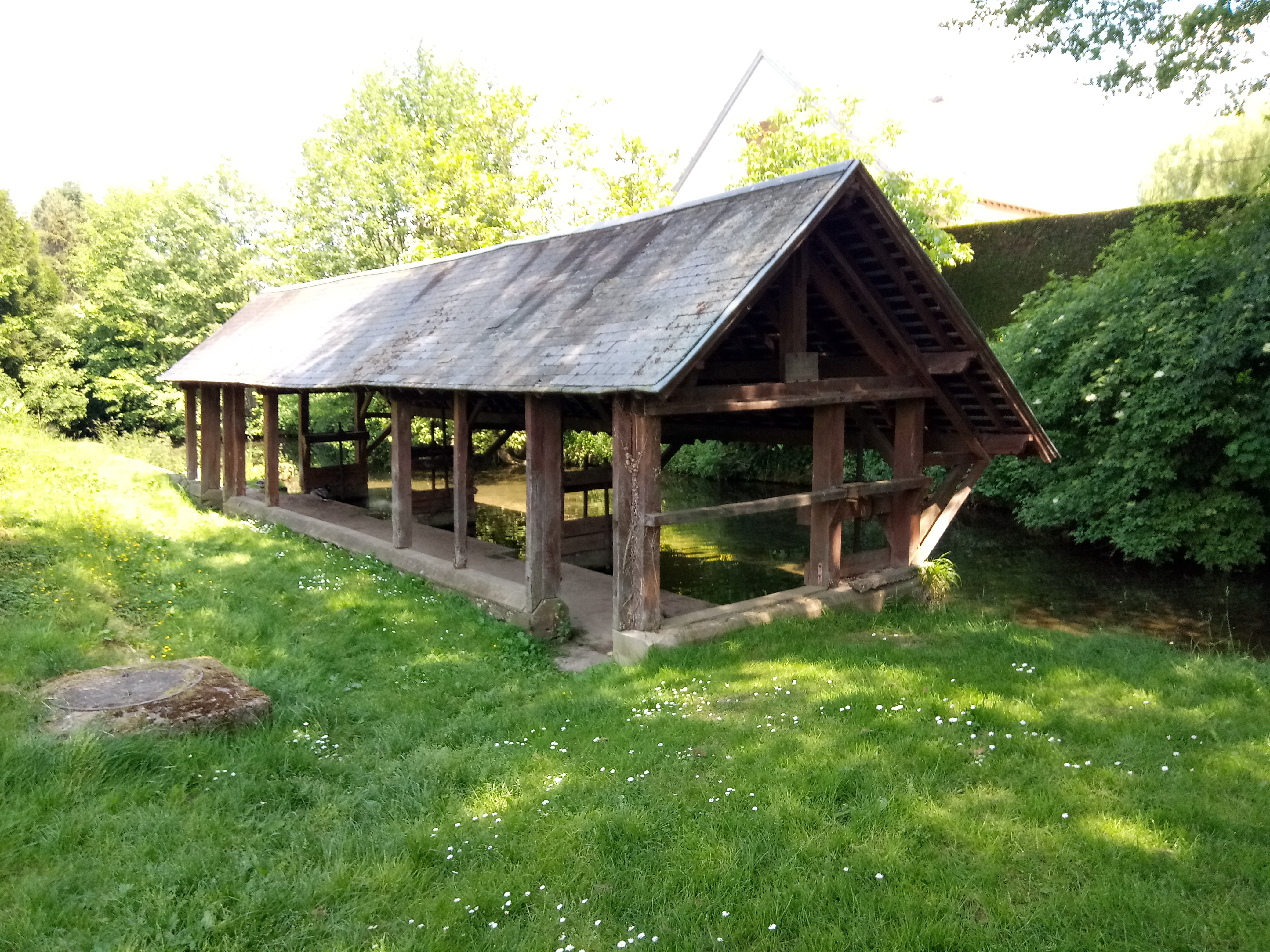
Ehemaliges öffentliches Waschhaus